# Chlamydomonas reginae
Chlamydomonas reginae là một loài tảo trong họ Chlamydomonadaceae, thuộc chi Chlamydomonas.